# 치강 (태국)
치강(태국어: แม่น้ำชี)은 태국에서 가장 긴 강으로 그 길이는 765km이다. 그러나 두 번째로 긴 강인 문강에 비해 유량은 적다. 이 지역에서 사용되는 이산어와 인접한 라오어에서는 강의 이름은 사실상 '남시'로 발음하지만 방콕의 태국어를 반영해 '치'로 음역된다.
강은 펫차분산맥에서 발원하고 동쪽으로 흘러 이산 중부의 차이야품주, 콘깬주, 마하사라캄주를 통과하고 남쪽으로 방향을 바꿔 로이엣주, 야소톤주를 흐르다가 시사껫주의 깐타라롬군에서 문강과 합류한다. 강의 연 유량은 약 9,300m3에 달한다.
강은 18세기에 라오족이 이산 고원으로 이주하던 경로였고 현재 그들은 북부, 중부 및 남서부의 타이족과는 별개의 민족으로 여겨진다.